# Gerald Kummer (Politiker)

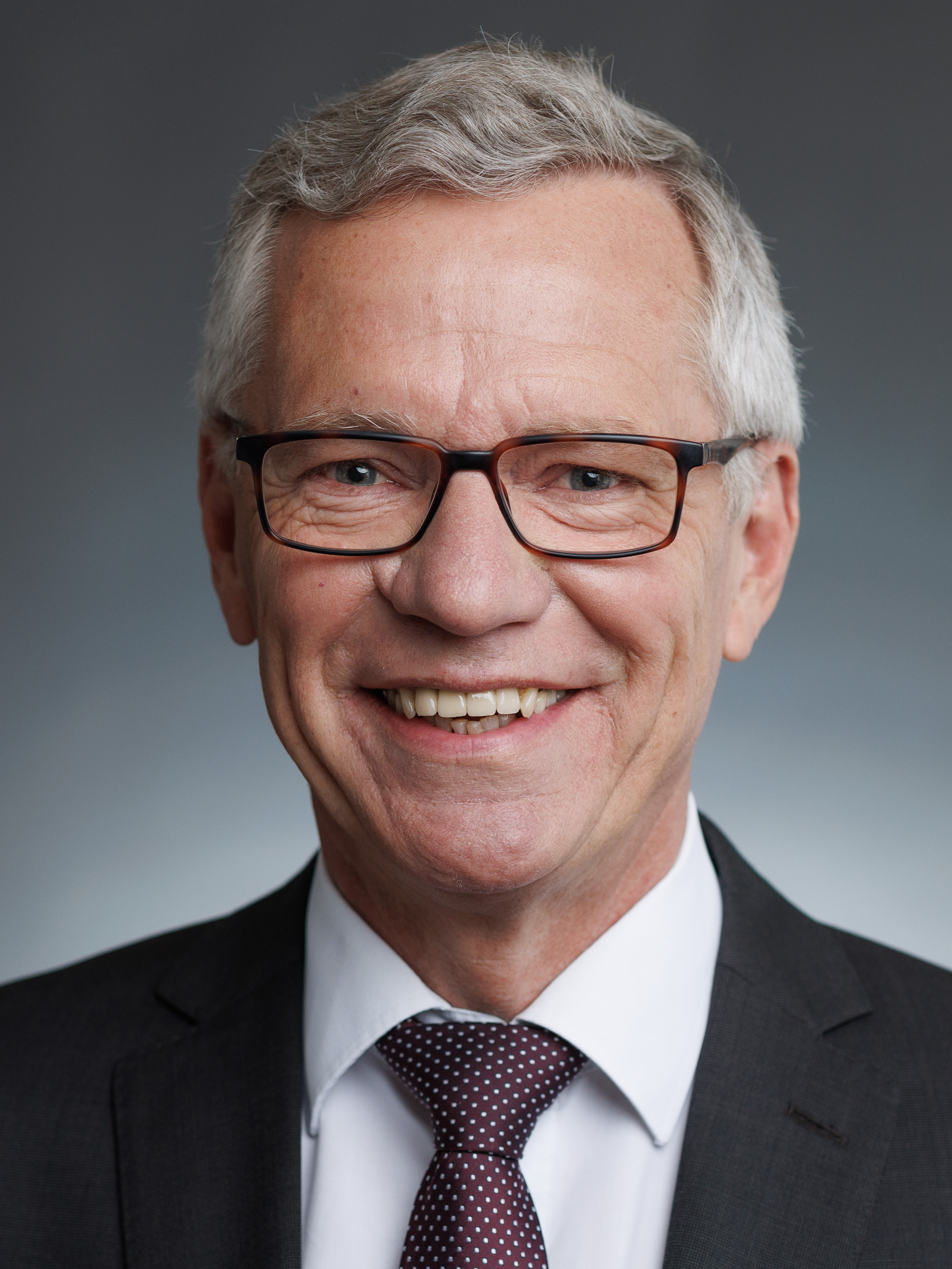
Gerald Kummer, 2022

Gerald Kummer (* 22. August 1958 in Darmstadt) ist ein deutscher Politiker der SPD. Er war von 2014 bis 2024 Mitglied des Hessischen Landtags.

## Leben
Gerald Kummer absolvierte das Studium zum Diplom-Finanzwirt an der Verwaltungsfachhochschule Rotenburg. Ab 1978 war er am Finanzamt Darmstadt tätig. Er wechselte im Jahr 1990 zum Hessischen Rechnungshof und später zur Hessischen Elektrizitäts-AG. 
Er ist verheiratet und hat zwei Kinder.

## Politik
Gerald Kummer ist Mitglied der SPD. Seit 1985 gehörte er der Gemeindevertretung Riedstadt an. Hier wurde er im Jahr 1993 zum Bürgermeister gewählt. Er bekleidete das Amt 17 Jahre, bis er 2010 das Amt als eines hauptamtlichen Kreisbeigeordneten des Kreises Groß-Gerau übernahm.
Seit 2001 ist er Mitglied der Regionalversammlung Südhessen.
Bei der Wahl zum Hessischen Landtag 2013 trat er als Direktkandidat im Wahlkreis Groß-Gerau II (Wahlkreis 48) an. Hier verlor er gegen Günter Schork. Kummer erhielt jedoch über einen Listenplatz ein Mandat im Hessischen Landtag. Hierdurch endete seine Tätigkeit als erster Kreisbeigeordneter.
Bei der Landtagswahl 2018 trat Kummer erneut als Direktkandidat für die SPD an, unterlag im Wahlkreis allerdings knapp Ines Claus (CDU). Kummer zog jedoch erneut über die Landesliste in den hessischen Landtag ein. Im 20. Hessischen Landtag war Kummer rechtspolitischer Sprecher der SPD-Fraktion und Mitglied im europapolitischen Ausschuss. Im Untersuchungsausschuss zum Mordfall Walter Lübcke war Kummer als Berichterstatter tätig.
Bei der Landtagswahl 2023 erhielt Kummer kein Mandat mehr und schied im Januar 2024 aus dem Landtag aus.